# Avestiska
Avestiska (tidigare även kallat zand eller pazand) är ett forniranskt språk som tillhör den indoeuropeiska språkfamiljen, varifrån vediska (vedisk sanskrit) och avestiska uppkommit. Språkutvecklingen indelas i fornavestiska (engelska: Old Avestan) och yngre avestiska (Younger Avestan). 
Avestiska hämtar sitt namn från zoroastrismens heliga skrift Avesta som tillkom någon gång under slutet av andra årtusendet f.Kr. De äldsta avsnitten av Avesta anses författade av profeten Zarathustra själv och kallas Gatha. Förutom Gatha är även Yasna Haptanghaiti (Dyrkan i sju kapitel) och de fyra heligaste bönerna skrivna på fornavestiska. På yngre avestiska finns en rik religiös litteratur, däribland de så kallade yashterna, som innehåller idémässigt stoff från gammaliransk (dvs. förzoroastrisk) religion. Avesta skrevs ned på sasanidisk tid (226-640 e.Kr.).  
Avestiska är nära besläktat med vedisk sanskrit och med fornpersiska som var riksspråk i det akemenidiska riket. Enligt den norske iranisten Georg von Munthe af Morgenstierne kan avestiska vara en föregångare till dagens pashto.
Den avestiska litteraturen bevarades muntligt fram till sasanidisk tid då det avestiska alfabetet skapades. Språket är i dag utdött som talspråk, men fungerar som sakralt och liturgiskt språk inom zoroastrismen.